# Kazalnica Suliszowicka

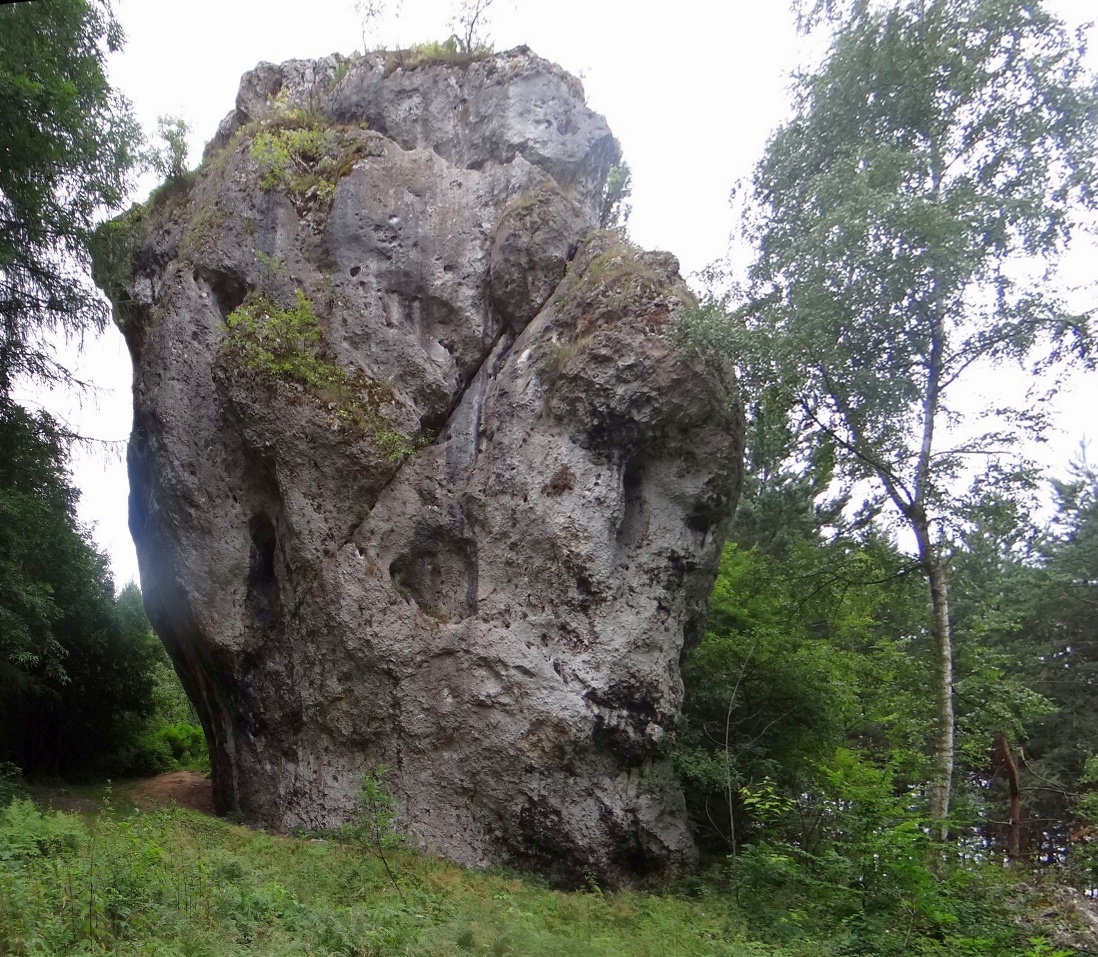

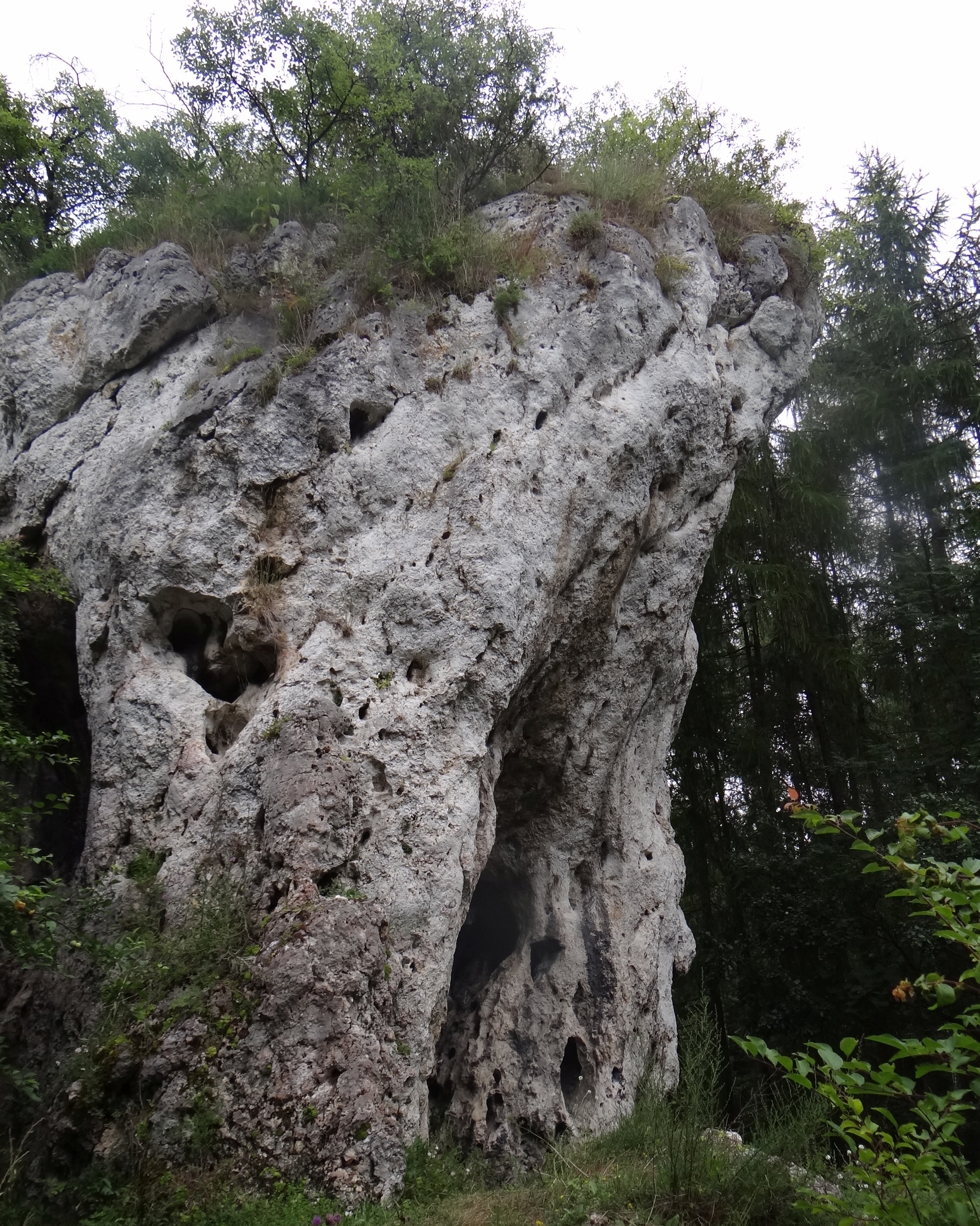

Kazalnica Suliszowicka – skała we wsi Suliszowice w województwie śląskim, w powiecie myszkowskim, w gminie Żarki. Znajduje się na Wyżynie Częstochowskiej w obrębie Wyżyny Krakowsko-Częstochowskiej.
Kazalnica Suliszowicka znajduje się w lesie po zachodniej stronie drogi z Suliszowic do Jaroszowa, w odległości około 150 m od tej drogi. Jest to zbudowany z twardych wapieni skalistych ostaniec o wysokości 18 m. Nie ma na niego łatwego wejścia; wszystkie ściany ma pionowe lub przewieszone. Są w nich kominy, filary zacięcia i okno skalne. Na Kazalnicy Suliszowickiej jest 18 dróg wspinaczkowych o trudności od IV do VI.5 w skali Kurtyki. Większość z nich ma zamontowane ringi (r), spity (s) i ringi zjazdowe (rz). Wśród wspinaczy skalnych skała ma średnią popularność.

Kazalnica Suliszowicka I
1. Urlih; 2r + rz, VI.2, 10 m
2. Osiedle leśne; 2r + rz, VI.1, 11 m
3. Zejściowa; IV, 11 m

Kazalnica Suliszowicka II
1. Korek; 3r + rz, VI.1+, 12 m
2. Drwal Kostuch; 4r + rz, VI.3+, 14 m
3. Dziecinny trawers; 2r, V+, 18 m
4. Kosówki; 2r + 3s, VI.4, 15 m
5. Drwal Kostuch z obejściem; 3r + 1s + rz, VI.2+/3, 14 m
6. Kołek; 1r, VI.2, 17 m
7. Osika; 3r, VI.1+, 17 m
8. Palowanie; 7r + rz, VI.4, 16 m

Kazalnica Suliszowicka III
1. Leszczynowce; 5r + rz, VI.1+, 17 m
2. Klon; 5r + rz, VI.1+, 15 m
3. Pinokio; 6r + rz, VI.5, 17 m
4. Buła i spóła; 7r + rz, VI.1+, 17 m

Kazalnica Suliszowicka IV
1. Pieńkowa dama; 7r + VI.4, 16 m
2. Prawe kazanie; 5r + rz, VI.2+, 15 m
3. Drzewiec; 8r + rz, VI.3, 16 m[4].

W tym samym lesie, przy jego obrzeżu i na północ od Kazalnicy Suliszowickiej znajduje się Dębia Skała.